# Пятнистая циккаба
Пятнистая циккаба, или крапчатая неясыть (лат. Strix virgata) — представитель рода неясытей, обитающий в Центральной и Южной Америках.

## Распространение
Пятнистая циккаба встречается довольно часто на всем протяжении своего ареала от Мексики, Колумбии и Венесуэлы до большей части территории Бразилии и северной Аргентины. Среда обитания разнообразна и варьируется от тропических лесов до южных лесостепей. Высотный ареал достигает 2500 метров.

## Описание
Пятнистая циккаба птица ростом 30-38 см. Её оперение в верхней части тела темно-коричневое с светлыми пятнами, в нижней, белое или бледно-желтое с четкими темными полосами. Лицевой фиск хорошо выделен и ограничен белыми перьями. Существует несколько региональных вариаций окраски. Вес взрослой птицы доходит до 345 грамм. Самки тяжелее самцов. Ведут одиночный и ночной образ жизни и охотятся в основном мелких млекопитающих, птиц, рептилий и насекомых. Период размножения различается в зависимости от региона. Так  в Коста-Рике и Колумбии яйца откладываются в феврале-мае, а в южных районах ареала в сентябре-ноябре. Обычно самка высиживает два белых яйца, тогда как самец занят добычей еды. 